# When I Get You Alone
When I Get You Alone è il brano che segna il debutto discografico di Robin Thicke, presentandosi al pubblico semplicemente come Thicke. Originariamente inserito nel suo album d'esordio Cherry Blue Skies, album in seguito ristampato e pubblicato con il titolo A Beautiful World.
When I Get You Alone contiene un campionamento di A Fifth of Beethoven di Walter Murphy, brano incluso nella colonna sonora di La febbre del sabato sera, che a sua volta contiene un campionamento della Sinfonia n. 5 di Beethoven. Murphy è accreditato tra gli autori del brano. When I Get You Alone è un brano dal ritmo funkeggiante, che miscela vari generi con sonorità che rimandano agli anni settanta, che ricorda i brani di Stevie Wonder, dove Thicke si avvale dell'uso del falsetto alla Marvin Gaye.
La Coca-Cola Company ha scelto il brano come colonna sonora di uno spot pubblicitario della Sprite.

## Classifica
Il brano ha trovato un ottimo riscontro in Europa, dove è entrato nella Top 20 di paesi come Belgio, Paesi Bassi e Italia; inoltre, è entrato nella Top Ten dei singoli in Australia e Nuova Zelanda. In Italia, il brano ha ottenuto un buon passaggio radiofonico, tanto da portare il cantante californiano ad esibirsi al Festivalbar 2003.

### Classifiche settimanali
| Classifica (2003) | Posizione massima |
| ----------------- | ----------------- |
| Italia            | 15                |

## Videoclip
Il videoclip realizzato per il brano mostra il cantante, con barbetta e capelli lunghi, sfrecciare per le strade di Manhattan con la sua mountain bike. Thicke interpreta un corriere che corre da una parte all'altra della città per effettuare le sue consegne. Il video ha ottenuto diversi passaggi televisivi anche sulle emittenti televisive musicali italiane.

## Cover
Il pezzo è stato reinterpretato da Darren Criss per il telefilm Glee, distribuito come singolo digitale e inserito nell'album Glee presents: The Warblers.